# Robert Millar (futbolista)
Robert "Bob" Millar (Paisley, Escocia, 12 de mayo de 1890 - Nueva York, Estados Unidos, 26 de febrero de 1967) fue un futbolista y entrenador estadounidense nacido en Escocia.
Inició su carrera como jugador en el St Mirren Football Club en 1909, y se retiró a finales de los años 20. En general, ha pasado por muchos equipos. Jugó dos partidos internacionales con la selección estadounidense en 1925, ambos ante Canadá.
En 1925, empezó su aventura como entrenador en el Indiana Flooring. En 1927, el equipo de Indiana cambió su nombre a los New York Nationals, pero, Millar siguió en el club hasta 1928. Un año después, dirigió a los Newark Skeeters.
Dirigió 4 partidos con la selección de los Estados Unidos, incluyendo la participación en la Copa Mundial de 1930 realizada en Uruguay, cuando finalizaron en el tercer lugar, siendo la mejor actuación de su país en los mundiales.

## Clubes

### Como jugador
| Club                            | País           | Año       |
| ------------------------------- | -------------- | --------- |
| St Mirren F.C.                  | Escocia        | 1909-1911 |
| Disston A.A.                    | Estados Unidos | 1912-1913 |
| Brooklyn Field Club             | Estados Unidos | 1913-1914 |
| Bethlehem Steel                 | Estados Unidos | 1914-1916 |
| Babcock & Wilcox                | Estados Unidos | 1916-1918 |
| N.Y. Clan MacDonald (cedido)    | Estados Unidos | 1916      |
| Philadelphia Hibernian (cedido) | Estados Unidos | 1916      |
| Allentown (cedido)              | Estados Unidos | 1916      |
| Bethlehem Steel                 | Estados Unidos | 1918-1919 |
| Robins Dry Dock                 | Estados Unidos | 1919-1920 |
| J&P Coats                       | Estados Unidos | 1920      |
| Erie A.A.                       | Estados Unidos | 1920-1921 |
| Tebo Yacht Basin (cedido)       | Estados Unidos | 1921      |
| J&P Coats                       | Estados Unidos | 1921-1922 |
| Fall River F.C.                 | Estados Unidos | 1922-1923 |
| New York Field Club             | Estados Unidos | 1923      |
| New York Giants                 | Estados Unidos | 1923-1925 |
| Indiana Flooring                | Estados Unidos | 1925-1927 |
| New York Nationals (cedido)     | Estados Unidos | 1927-1928 |
| New York Giants                 | Estados Unidos | 1928-1929 |

### Como entrenador
| Club                        | País           | Año       |
| --------------------------- | -------------- | --------- |
| Indiana Flooring            | Estados Unidos | 1925-1927 |
| New York Nationals          | Estados Unidos | 1927-1928 |
| Newark Skeeters             | Estados Unidos | 1929      |
| Selección de Estados Unidos | Estados Unidos | 1928-1930 |